# أولغا لاديژنسكايا
أولغا لادیژنسکایا (بالروسية: Óльга Алекса́ндровна Лады́женская ؛ 7 مارس 1922 - 12 يناير 2004) عالمة رياضيات روسية. كانت معروفة بعملها على المعادلات التفاضلية الجزئية (وخاصة مسألة هلبرت التاسعة عشر) وديناميكيات الموائع.قدمت أول دليل قاطع على تقارب طريقة الفروق المنتهية لمعادلات نافييه-ستوكس. كانت طالبة من طلاب العالم الرياضي إيفان بتروفسكيوحصلت على ميدالية لومونوسوف الذهبية في عام 2002.

## السيرة الشخصية
ولدت آولغا وترعرعت في بلدة صغيرة في كولوغريف، ابنة مدرس الرياضيات الذي يرجع الفضل له في إلهامها وحبها في وقت مبكر للرياضيات. ولد الفنان جينادي ليديزنسكي أيضًا في هذه المدينة وهو شقيق جدها.
في عام 1937، تم اعتقال والدها آلكسندر لادیژنسکيمن قبل المفوضية الشعبية للشؤون الداخلية وأعدم كـ «عدو للشعب». أكملت آولغا دارستها الثانوية في عام 1939، ولكن لم يتم قبولها في جامعة سانت بطرسبرغ الحكومية بسبب مكانة والدها.
التحقت بجامعة موسكو الحكومية في عام 1943، وتخرجت في عام 1947،  وقدمت أطروحة الدكتوراه في عام 1953. وذهبت للتدريس في الجامعة في لينينغراد وفي معهد ستيكلوف للرياضيات.
كانت لادیژنسکایا على قائمة المرشحين المحتملين لميدالية فيلدز  عام 1958، التي مُنحت في نهاية المطاف إلى كلاوس روث ورينيه ثوم.

## اعتراف وتقدير
في 7 مارس 2019، في الذكرى السابعة والتسعين لميلاد لاديژنسکایا، أصدر محرك البحث جوجل Google Doodle ذكرى لها وكان التعليق المصاحب: “اليوم تحتفل رسومات الشعار المبتكرة بآولغا لادیژنسکایا، وهي عالمة رياضيات روسية تغلبت على المآسي الشخصية والعقبات لتصبح واحدة من أكثر المفكرين تأثيراً في جيلها."